# Pachythone
Pachythone is een geslacht van vlinders uit de familie van de prachtvlinders (Riodinidae), onderfamilie Riodininae.
Pachythone werd in 1868 voor het eerst wetenschappelijk beschreven door Bates.

## Soorten
Pachythone omvat de volgende soorten:
- Pachythone analuciae Hall, J, Furtado & DeVries, 1999
- Pachythone conspersa Stichel, 1926
- Pachythone distigma Bates, H, 1868
- Pachythone erebia Bates, H, 1868
- Pachythone gigas Godman & Salvin, 1878
- Pachythone lateritia Bates, H, 1868
- Pachythone mimula Bates, H, 1868
- Pachythone palades Hewitson, 1873
- Pachythone pasicles Hewitson, 1873
- Pachythone philonis Hewitson, 1873
- Pachythone robusta Lathy, 1932
- Pachythone rubigo (Bates, H, 1868)
- Pachythone sumare Callaghan, 1999
- Pachythone thaumaria Stichel, 1911
- Pachythone xanthe Bates, H, 1868